# Herpesvirusinfektion der Tauben
Die Herpesvirusinfektion der Tauben (Syn. Ingluvitis der Tauben, englisch Smadel’s disease) ist eine weltweit vorkommende, durch das Tauben-Herpesvirus 1 ausgelöste Infektionskrankheit der Tauben. Das Virus verursacht eine Kropf- und Rachenentzündung und endet bei Nestlingen oft tödlich.

## Erreger
Die Infektion wird verursacht durch das Tauben-Herpesvirus 1 (englisch Columbid alphaherpesvirus 1, CoHV-1, auch Pigeon herpesvirus; Spezies  Mardivirus columbidalpha1) aus der Unterfamilie Alphaherpesvirinae.
Eine Variante ist das Falkenherpesvirus (englisch Falconid herpesvirus 1, FaHV-1).

## Übertragung
Die Ansteckung erfolgt vor allem über virusbelastete Kropfmilch. Sind die Jungtiere durch mütterliche Antikörper geschützt, können sie eine Toleranz gegenüber dem Virus ausbilden: Sie erkranken nicht und bilden auch keine Antikörper, so dass sie seronegative Dauerausscheider werden.

## Klinisches Bild
Erwachsene Vögel erkranken häufig nicht, bei einigen kann eine leichte Rachenentzündung mit stecknadelkopfgroßen grau-weißlichen Herden (Sialithe) auftreten. Nestlinge erkranken dagegen häufig schwer. Es treten lebensschwache Nestlinge mit zurückgebliebener Entwicklung, ausgedehnten Rachenbelägen, Nasen-, Bindehaut- und Kropfentzündung sowie aufgetriebenem Bauch auf. Diese Jungtiere versterben entweder oder werden vom Züchter vorher schon ausgemerzt.

## Diagnostik
Pathologisch zeigen sich Kropf- und Rachenentzündung sowie Leber- und Milzvergrößerung mit Nekroseherden. In den Epithelien des oberen Verdauungstrakts, Milz und Leber lassen sich intranukleäre Einschlusskörperchen nachweisen, weshalb die Erkrankung auch als Einschlusskörperhepatitis der Tauben bezeichnet wird. Auszuschließen sind vor allem Infektionen durch Reoviren, Salmonellen, Chlamydien und die Trichomonadose, wobei diese Erkrankungen auch als Koinfektionen auftreten können.

## Behandlung
Eine Behandlung kann bei genetisch wertvollen Tieren mit Aciclovir oder Ganciclovir versucht werden. Hauptrichtung der Bekämpfung ist jedoch der Aufbau herpesvirusfreier Bestände.